# Trafori nelle Fær Øer

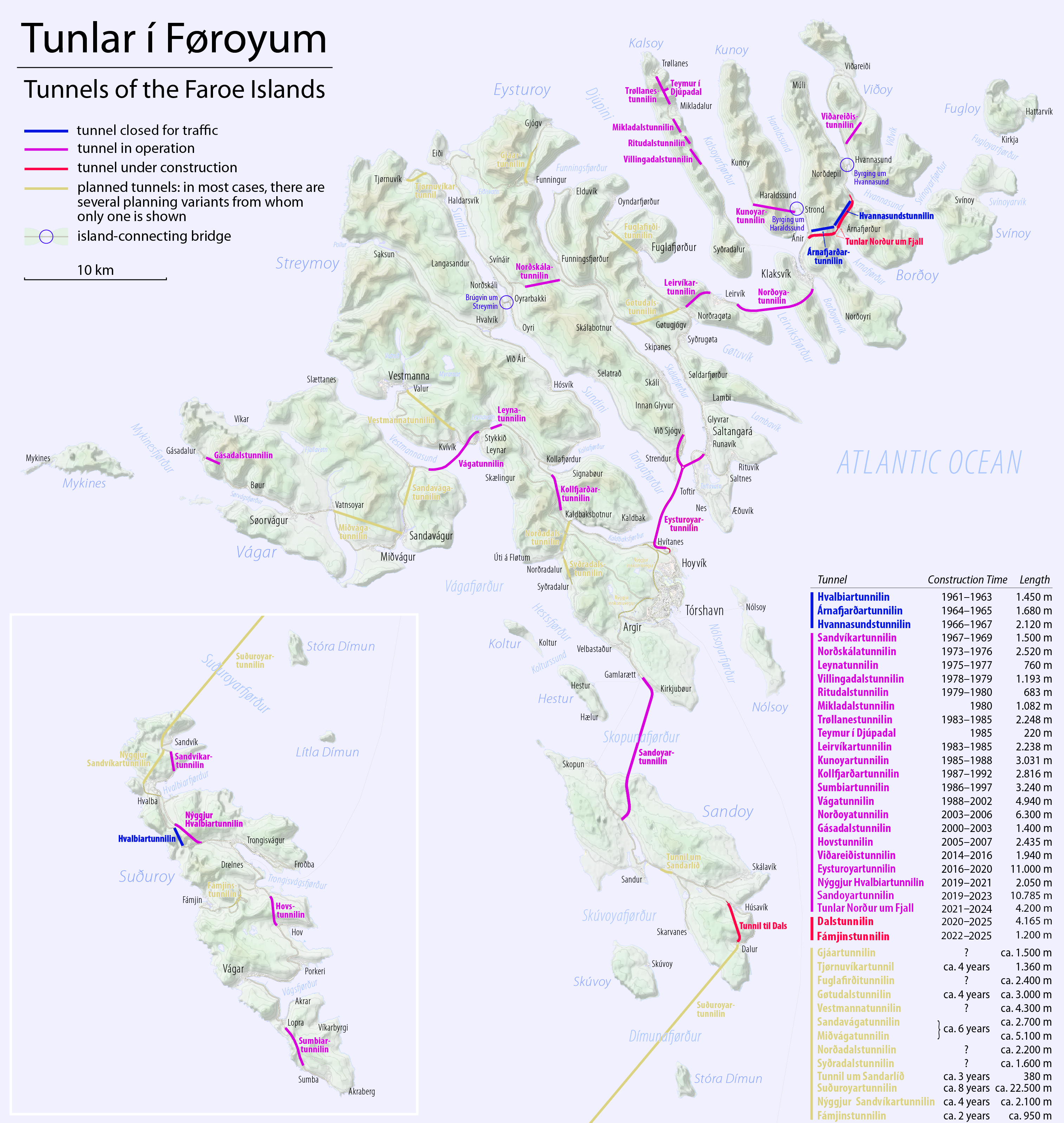

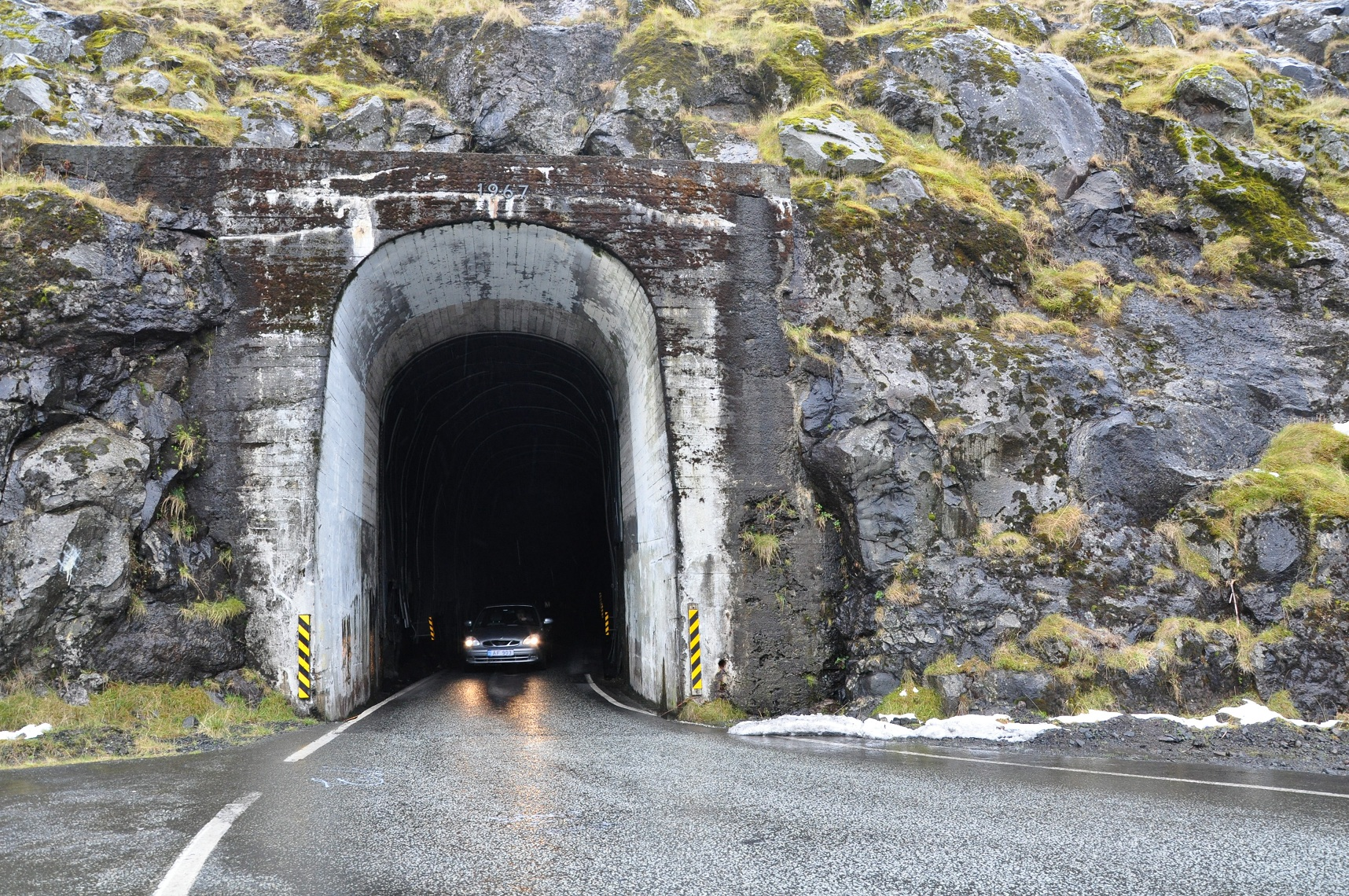
Ingresso del Hvannasundstunnilin presso Norðdepil sull'isola di Borðoy

Di seguito l'elenco dei trafori operativi ed in costruzione nelle Isole Fær Øer.

## Trafori attivi
| Traforo               | Anno | Lunghezza m | Corsie | Isola           | Località          |
| --------------------- | ---- | ----------- | ------ | --------------- | ----------------- |
| Hvalbiartunnilin      | 1963 | 1450        | 1      | Suðuroy         | Hvalba            |
| Árnafjarðartunnilin   | 1965 | 1680        | 1      | Borðoy          | Árnafjørður       |
| Hvannasundstunnilin   | 1967 | 2120        | 1      | Borðoy          | Hvannasund        |
| Sandvíkartunnilin     | 1969 | 1500        | 1      | Suðuroy         | Sandvík           |
| Norðskálatunnilin     | 1976 | 2520        | 2      | Eysturoy        | Norðskáli         |
| Leynartunnilin        | 1977 | 760         | 2      | Streymoy        | Leynar            |
| Villingardalstunnilin | 1979 | 1193        | 1      | Kalsoy          | Villingardalur    |
| Ritudalstunnilin      | 1980 | 683         | 1      | Kalsoy          | Ritudalur         |
| Mikladalstunnilin     | 1980 | 1082        | 1      | Kalsoy          | Mikladalur        |
| Trøllanestunnilin     | 1985 | 2248        | 1      | Kalsoy          | Trøllanes         |
| Teymur í Djúpadal     | 1985 | 220         | 1      | Kalsoy          | Teymur í Djúpadal |
| Leirvíkartunnilin     | 1985 | 2238        | 2      | Eysturoy        | Leirvík           |
| Kunoyartunnilin       | 1988 | 3031        | 1      | Kunoy           | Kunoy             |
| Kollfjarðartunnilin   | 1992 | 2816        | 2      | Streymoy        | Kollafjørður      |
| Sumbiartunnilin       | 1997 | 3240        | 1      | Suðuroy         | Sumba             |
| Vágatunnilin          | 2002 | 4940        | 2      | Streymoy-Vágar  | Leynar-Fútaklett  |
| Gásadalstunnilin      | 2005 | 1410        | 1      | Vágar           | Gásadalur         |
| Norðoyatunnilin       | 2006 | 6300        | 2      | Eysturoy-Borðoy | Klaksvík-Leirvík  |
| Hovstunnilin          | 2007 | 2435        | 1      | Suðuroy         | Hov               |
| Eysturoyartunnilin    | 2020 | 11240       | 2      | Streymoy        | Eysturoy          |

## Trafori in costruzione
| Traforo                  | Anno | Lunghezza m | Collegamento             |
| ------------------------ | ---- | ----------- | ------------------------ |
| Sandoyartunnilin         | 2014 | 12000       | Streymoy con Sandoy      |
| Tunnilin norður um Fjall |      |             | Viðareiði con Hvannasund |
| Suðuroyartunnilin        |      | 20000       | Sandoy con Suðuroy       |
| Gjáartunnilin            |      | 2000        | Gjógv con Funningur      |